# Kanton Bécherel
Kanton Bécherel (francouzsky Canton de Bécherel) je francouzský kanton v departementu Ille-et-Vilaine v regionu Bretaň. Tvoří ho 10 obcí.

## Obce kantonu
- Bécherel
- Cardroc
- La Chapelle-Chaussée
- Les Iffs
- Irodouër
- Langan
- Miniac-sous-Bécherel
- Romillé
- Saint-Brieuc-des-Iffs
- Saint-Pern